# Diözese Kaliningrad und Baltijsk

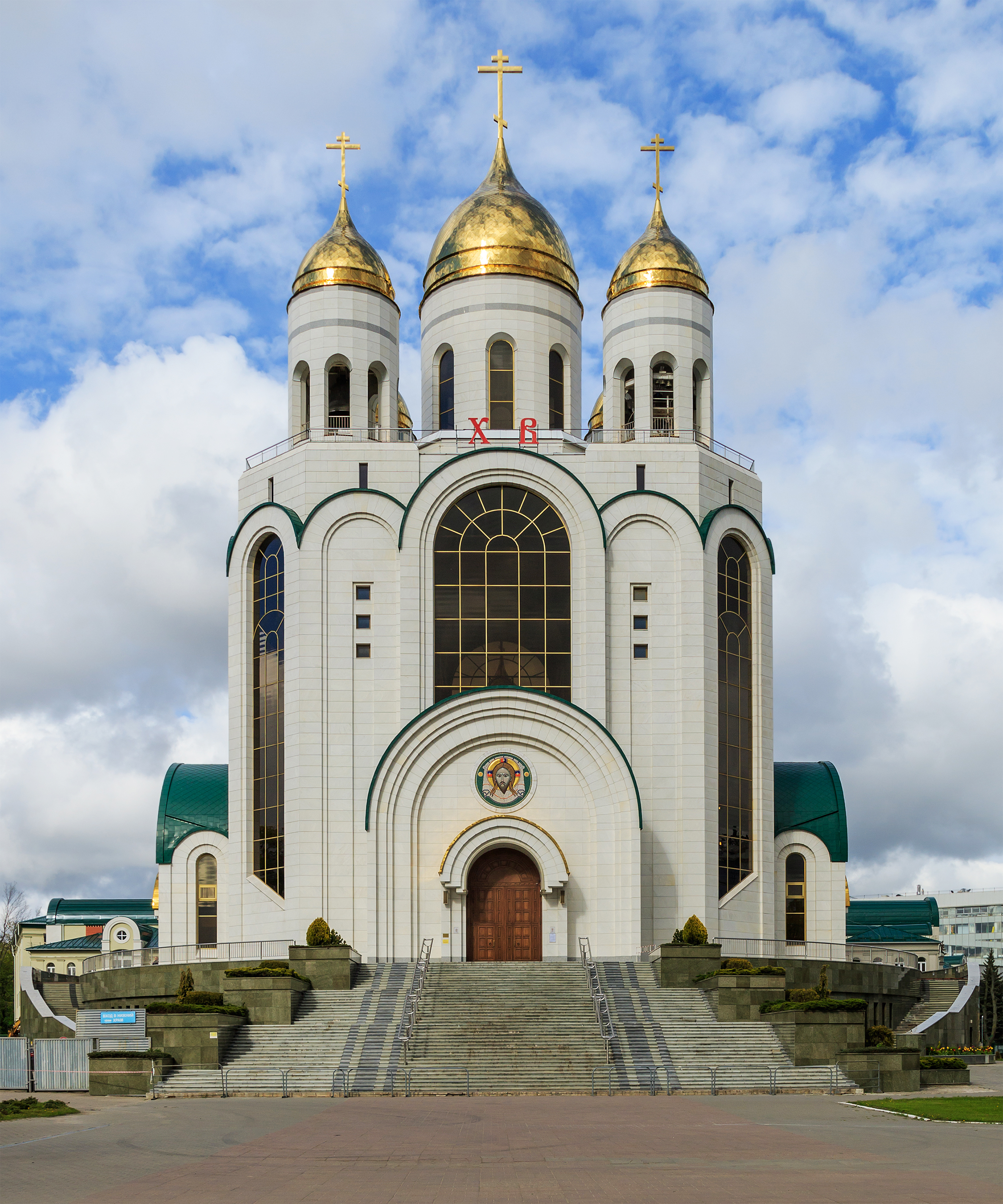
Christ-Erlöser-Kathedrale (Kaliningrad)

Die russisch-orthodoxe Diözese Kaliningrad und Baltijsk (russ. Калининградская и Балтийская епархия, Kaliningradskaja i Baltijskaja jeparchija) ist eine Diözese im äußersten Westen Russlands. Sie umfasst das Territorium der Oblast Kaliningrad, einer russischen Exklave an der Ostsee auf dem Gebiet des früheren Ostpreußen. Als Metropolitankirche dient die zwischen 1996 und 2006 errichtete Kaliningrader Christ-Erlöser-Kathedrale. 

## Geschichte
Die neuen Bewohner der Oblast Kaliningrad, die nach der Besetzung durch die Sowjetunion dorthin kamen, hatten bis 1985 keine Möglichkeit, orthodoxe Gottesdienste zu besuchen. Im Staatlichen Archiv der Kaliningrader Oblast (GAKO) gibt es Dokumente darüber, dass zwischen 1947 und 1956 Menschen dutzende Eingaben sowohl an die zentralen Organe als auch an die lokale Verwaltung machten und die Erlaubnis zur Gründung einer Kirchengemeinde forderten. Einige solche Gesuche trugen mehr als 200 Unterschriften. Patriarch Alexius I. und der Erzbischof von Vilnius bemühten sich ebenfalls, doch die Kommunistische Partei wollte, dass die Kaliningrader Oblast offiziell atheistisch blieb.
Die Gläubigen mussten sich daher in verschiedenen Städten und Dörfern der Oblast heimlich treffen, um zu beten und Gottesdienste zu feiern. Viele fuhren nach Litauen, um dort z. B. ihre Kinder taufen zu lassen, und Priester aus Litauen und Weißrussland fuhren häufig in die Grenzgebiete der Kaliningrader Oblast. Die neue Welle der Christenverfolgung am Ende der 1950er-Jahre und Anfang der 1960er-Jahre hatte im Kaliningrader Oblast keine große Wirkung, weil die Gruppen der Gläubigen sehr klein, stabil und heimlich waren (maximal 20 bis 30 Leute). Im Jahre 1967 wurde in Kaliningrad lediglich eine baptistische Gemeinde registriert, die ein Gebetshaus eröffnete und bis 1985 die einzige legale religiöse Gruppe blieb.
Im Jahre 1985 wurde eine orthodoxe Kirchengemeinde registriert. Der damalige Bischof von Smolensk, Kyrill, besuchte im selben Jahr die Stadt Kaliningrad und die Kaliningrader Oblast wurde in die Eparchie Smolensk eingegliedert. Man feierte den Gottesdienst in einem Gebetshaus in der Tretjakovskaja-Straße und Vater Sofronij wurde der erste Pfarrer der Kaliningrader Gemeinde. Bald war die Hauskapelle zu klein, da es insgesamt 500 Gemeindemitglieder gab. Zugleich mit der Registrierung erhielten die orthodoxen Gläubigen die Ruinen der ehemaligen protestantischen Juditter Kirche zugesprochen. Es wurde gesagt: „40 Jahre lang haben die Leute um eine Kirche gebeten und jetzt werden sie sie noch 40 Jahre rekonstruieren.“ Junge und alte Leute bemühten sich die Kirche zu erneuern. Die Rekonstruktion war nach einem Jahr beendet und die Kirche dem heiligen Nikolaus von Myra geweiht, wie bereits die erste Kirche in Königsberg im 13. Jahrhundert. Heute gehört diese Kirche zu einem orthodoxen Frauenkloster.
Im Jahre 1986 wurde eine Kirchengemeinde in Baltijsk und in den folgenden Jahren viele andere Kirchengemeinden gegründet. In Kaliningrad selbst wurden einige ehemalige protestantische Kirchen der orthodoxen Kirche übergeben. Im Jahre 1988 wurde der 1000. Jahrestag der Christianisierung Russlands gefeiert, wodurch einer breiteren Öffentlichkeit bewusst wurde, dass die Kirche und alte Traditionen noch lebendig waren. 
Die Diözese Kaliningrad und Baltijsk wurde schließlich am 31. März 2009 durch Teilung der früheren Diözese von Smolensk und Kaliningrad geschaffen. Im Raum Smolensk wurde im Ergebnis der Teilung die neue Diözese von Smolensk und Wjasma errichtet.

## Die Gläubigen
Laut dem Forschungsdienst Sreda gab es im Kaliningrader Oblast im Jahre 2012 folgende Angaben:
|                                                                                            | In Russland durchschnittlich | Im Kaliningrader Oblast |
| ------------------------------------------------------------------------------------------ | ---------------------------- | ----------------------- |
| Ich bekenne mich zur Orthodoxie und gehöre zur Russischen Orthodoxen Kirche.               | 41 %                         | 31 %                    |
| Ich glaube an Gott (an eine höhere Kraft), aber bekenne mich zu keiner konkreten Religion. | 25 %                         | 34 %                    |
| Ich glaube nicht an Gott.                                                                  | 13 %                         | 22 %                    |
| Ich bekenne mich zum Katholizismus.                                                        | 0 %                          | 1 %                     |

Alina Bagrina, Koordinatorin des Forschungsdienstes Sreda, hat unter anderem mitgeteilt, dass Bewohner Russlands, die patriotisch sind und Russland lieben, am ehesten gläubig sind – und dagegen Leute, die auswandern wollen, oft ungläubig sind.

### Geistlichkeit
Die Kaliningrader Eparchie ist im Jahre 2009 durch die Abtrennung von der Eparchie Smolensk entstanden. Der Bischof der Eparchie ist Patriarch Kyrill I., weil er vor seiner Ernennung zum Patriarchen die ganze Smolensker Eparchie zusammen mit Kaliningrad geführt hatte. Er kann sich natürlich als Patriarch nicht sehr oft in Kaliningrad aufhalten und wird deshalb von Bischof Serafim unterstützt. Laut offiziellen Angaben der Russischen Orthodoxen Kirche gibt es in der Kaliningrader Eparchie 77 Priester und zehn Diakone (Stand Dezember 2012). Bischof Serafim teilte im Jahre 2011 mit, dass die meisten Priester aus der Kaliningrader Oblast kämen und in Smolensk Theologie studiert hätten. Die Priester seien durchschnittlich 35 Jahre alt, nur etwa fünf seien älter als 50 Jahre.

### Nonnen und Klöster
Es gibt insgesamt 46 Nonnen und Novizinnen in zwei Klöstern:
- Das Hl.-Jelissaweta-Kloster wurde im Jahre 2000 in Priosjorje im Rajon Slawsk gegründet. Das Kloster wird von etwa 25 Nonnen und Novizinnen[5] bewohnt. Dort gibt es eine Straußenfarm, Bücherdruckerei, Nähwerkstatt sowie eine Tischlerwerkstatt. Man stellt dort Ikonen her und arbeitet mit Bernstein. Obdachlose bekommen Unterkunft, Kleidung, Essen und Arbeit; das Haus für Barmherzigkeit kümmert sich um ältere Frauen.

- Das Kloster zu Ehre der Muttergottesikone Derschawnaja befindet sich in Isobilnoje im Rajon Polessk und wurde in den 90er Jahren gegründet. Unter anderem besorgt das Kloster jeden Sonntag Essen für Bedürftige und unterstützt auf verschiedene Arten Kinder in der Mittelschule der Ortschaft Saranskoje. Die derzeitige Äbtissin Sofia stammt aus Deutschland und ist im Hl.-Jelissaweta-Kloster zur Orthodoxie konvertiert.

Das letztgenannte Kloster unterhält ab 2015 eine Klosterfiliale in Kaliningrad, das ehemalige Hl.-Nikolaus-Kloster.

## Jugendarbeit und Schulwesen
Im Jahre 2012 nahmen laut Patriarch Kirill 1254 Kinder aus der Kaliningrader Eparchie bei einem kirchlichen Sommerlager teil, tausende Kinder besuchten den Religionsunterricht in der Schule. Es gibt kirchliche Kindergärten mit etwa 60 Kindern sowie ein orthodoxes Gymnasium. Das Gymnasium wurde im Jahre 2008 gegründet und steht in der Nähe der Christ-Erlöser-Kathedrale. Heutzutage sind dort über 200 Schülerinnen und Schüler registriert. Außer üblichen Pflichtfächern lernen sie Kirchengeschichte, Grundlagen des orthodoxen Glaubens, Chorgesang, Kirchenslawisch usw.

## Sozialarbeit
Die Sozialarbeit wird teilweise durch eine Abteilung der Kaliningrader Eparchie koordiniert. Es gibt 34 Einrichtungen und Organisationen, meistens bei Kirchen und Klöstern, die an der Sozialarbeit teilnehmen, zum Beispiel: 
- Freiwillige besuchen alte, einsame oder kranke Personen zu Hause und in Krankenhäusern, helfen Obdachlosen usw.
- Für schwangere Frauen und Frauen mit Kindern, die Probleme haben, wurde ein Krisenzentrum eröffnet.
- Es gibt eine Einrichtung, in der Rehabilitation und Unterkunft für Alkohol- und Drogenabhängige angeboten wird.
- Die Gefängnisse werden von Priestern besucht.

## Gemeinden

Diözesangebiet

Anfang 2010 bestanden auf dem Gebiet der Diözese 73 Kirchengemeinden, deren Anzahl weiter steigt. Neben früheren, zu Zeiten der Sowjetunion ungenutzten und verfallenen evangelisch-lutherischen Kirchen wie der Juditter Kirche wurden auch einige Kirchengebäude im traditionell russischen Stil neu errichtet, beispielsweise die Metropolitankirche. Hinzu kommen weitere Kirchengebäude, die früher säkularen Zwecken dienten, oder Gotteshäuser anderer Konfessionen (z. B. frühere Synagoge in Sowetsk (Tilsit)) waren.